# 2004 HC79
2004 HC79, também escrito como 2004 HC79, é um objeto transnetuniano que está localizado no Cinturão de Kuiper, uma região do Sistema Solar. Este corpo celeste é classificado como um cubewano. Ele possui uma magnitude absoluta de 7,2 e tem um diâmetro estimado com 160 km.

## Descoberta
2004 HC79 foi descoberto no dia 22 de abril de 2004 pelo astrônomo B. Gladman.

## Órbita
A órbita de 2004 HC79 tem uma excentricidade de 0,165 e possui um semieixo maior de 46,593 UA. O seu periélio leva o mesmo a uma distância de 39,018 UA em relação ao Sol e seu afélio a 54,262 UA.